# Hamit Aydın
Hamit Aydın (* 2. Juni 1995 in Istanbul) ist ein türkischer Fußballspieler.

## Karriere
Er wurde ausgebildet in der Jugend von Esenayspor, Istanbul Başakşehir FK und Eyüpspor. Er gab am 5. Mai 2013 sein Debüt gegen Bayrampaşaspor.